# Valdeobispo (kommunhuvudort)
Valdeobispo är en kommunhuvudort i Spanien.   Den ligger i provinsen Provincia de Cáceres och regionen Extremadura, i den centrala delen av landet, 220 km väster om huvudstaden Madrid. Valdeobispo ligger 339 meter över havet och antalet invånare är 774.
Terrängen runt Valdeobispo är huvudsakligen platt, men västerut är den kuperad. Terrängen runt Valdeobispo sluttar söderut. Runt Valdeobispo är det ganska tätbefolkat, med 129 invånare per kvadratkilometer. Närmaste större samhälle är Plasencia, 14,7 km öster om Valdeobispo. Omgivningarna runt Valdeobispo är huvudsakligen savann.